# Potenziale elettrico
Il potenziale elettrico è definito come la quantità di energia necessaria per spostare un'unità di carica elettrica da uno specifico punto ad un altro, in un campo elettrico. Può essere definita come l'energia potenziale elettrica per unità di carica, e la grandezza fisica di riferimento è la  tensione elettrica. Si tratta di una grandezza scalare legata alla posizione di un punto dello spazio, quindi valutabile sia all'interno che all'esterno o sulla superficie di una materia, una volta che viene assunto un altro punto come riferimento o "zero" quando tra i due punti agiscono in qualche modo dei campi elettrici. Ad esempio, nel caso di un campo generato da una carica puntiforme, viene assunto come valore "zero" quello di uno o qualsiasi punto che si trovi a "distanza infinita" dalla carica.
La grandezza è espressa in joule su coulomb (J⋅C−1), che corrisponde al volt (V). Il potenziale elettrico e il potenziale magnetico costituiscono il quadripotenziale; il primo corrisponde alla coordinata temporale, mentre il secondo, essendo un potenziale vettore, ne costituisce la parte spaziale.

## Descrizione
Data una regione di spazio in cui è presente un campo elettrico conservativo, si definisce potenziale elettrico in un punto il valore dato dal rapporto dell'energia potenziale elettrica rilevato da una carica elettrica di prova, posta in quel punto, e il valore della carica di prova. Il potenziale elettrico è dunque il rapporto tra: il lavoro che deve compiere la forza dovuta al campo elettrico per spostare la carica di prova da quel punto fino al punto di riferimento assunto come "zero" (ossia l'energia potenziale elettrica) ed il valore della stessa carica di prova.
Nel caso della carica generatrice puntiforme, il riferimento zero è definito per convenzione tramite il concetto di "limite" per una variabile che "tende" all'infinito ma poiché si tratta di un "lavoro" compiuto dal campo per spostare la carica da un punto ad un altro, se il punto di arrivo non è "all'infinito" ma con posizione finita allora il "potenziale" può essere espresso anche rispetto ad esso: in sostanza il potenziale è sempre riconducibile ad una "differenza" tra due valori.
L'energia potenziale elettrica della carica è il livello di energia che la carica possiede a causa della sua posizione all'interno dello spazio dove agisce campo elettrico e pertanto il potenziale elettrico {\displaystyle V} della carica di prova è definito operativamente come il rapporto tra l'energia potenziale {\displaystyle U} e il valore della carica stessa, cioè:
{\displaystyle V={\frac {U}{q}}}
Il potenziale è dunque una quantità scalare e non dipende dal valore della carica di prova. La sua unità di misura è inoltre il volt: il punto A è al potenziale di 1 volt quando la forza elettrica compirebbe il lavoro di un Joule per portare una carica di un Coulomb libera di muoversi da A a all'infinito. Per estensione, si dice che tra due punti A e B esiste una differenza di potenziale di un volt se una forza elettrica compisse pari lavoro, sulla stessa carica, nello spostamento tra i due punti. Il lavoro {\displaystyle dW} svolto dal campo elettrico {\displaystyle \mathbf {E} _{0}} per un percorso infinitesimo {\displaystyle d\mathbf {s} } su una carica {\displaystyle q} è dato da:
{\displaystyle dW=q\mathbf {E} _{0}\cdot d\mathbf {s} }
e per calcolare il lavoro lungo una linea {\displaystyle l} da un punto A ad un punto B:
{\displaystyle W=\int _{A}^{B}q\mathbf {E} _{0}\cdot d\mathbf {s} }
Va anche detto che essendo l'energia (potenziale) elettrica esistente a causa di una distribuzione di cariche nello spazio altrimenti "unite" alle rispettive cariche di segno opposto, per creare tale squilibrio utile alla separazione e alla distribuzione va sempre speso un lavoro. Il rapporto tra tale lavoro e la quantità di carica separata e spostata è appunto il potenziale del punto dove si trova una carica rispetto al punto dove è rimasta l'altra, ossia la differenza di potenziale tra i due punti che così è espressione anche del lavoro necessario per separare cariche unitarie.
Si definiscono superfici equipotenziali per il potenziale elettrico le superfici in ogni punto delle quali il potenziale elettrico assume lo stesso valore. Questo implica che il lavoro del campo elettrico lungo una superficie equipotenziale è nullo ovunque perché è nulla la componente del campo elettrico parallela alla superficie, cioè il campo elettrico è ortogonale alla superficie equipotenziale.

## Elettrostatica

### Carica puntiforme
Si consideri il lavoro fatto dal campo elettrico creato da una carica puntiforme {\displaystyle Q} nel portare una carica di prova {\displaystyle q} da un punto A ad un punto B:
{\displaystyle W={\frac {qQ}{4\pi \varepsilon _{0}}}\int _{A}^{B}{\frac {\mathbf {r} \cdot d\mathbf {s} }{r^{3}}}={\frac {qQ}{4\pi \varepsilon _{0}}}\int _{A}^{B}{\frac {r\,dr}{r^{3}}}={\frac {qQ}{4\pi \varepsilon _{0}}}\int _{A}^{B}{\frac {dr}{r^{2}}}}
dove {\displaystyle \varepsilon _{0}} è la costante dielettrica nel vuoto, e:
{\displaystyle \mathbf {r} \cdot d\mathbf {s} =r\,ds\cos \theta \equiv r\,dr}
con {\displaystyle \theta } l'angolo compreso fra i vettori {\displaystyle \mathbf {r} } e {\displaystyle d\mathbf {s} }. Si ha:
{\displaystyle W={\frac {qQ}{4\pi \varepsilon _{0}}}\int _{A}^{B}{\frac {dr}{r^{2}}}={\frac {qQ}{4\pi \varepsilon _{0}}}\left({\frac {1}{r_{A}}}-{\frac {1}{r_{B}}}\right)=q(V_{0}(A)-V_{0}(B))=-q\Delta V_{0}}
e tale formula mostra che il campo elettrostatico è conservativo, poiché il lavoro dipende solo dal valore della funzione {\displaystyle V_{0}} calcolata nei punti A e B e non dal particolare percorso seguito dalla carica {\displaystyle q}. Si noti che la conservatività del campo elettrico viene tuttavia a mancare in condizioni non stazionarie.
Dal momento che per il teorema di Helmholtz si può sempre definire una funzione scalare {\displaystyle V_{0}} il cui gradiente, cambiato di segno, coincida con il campo {\displaystyle \mathbf {E} _{0}}:
{\displaystyle \mathbf {E} _{0}=-\nabla V_{0}}
il potenziale elettrico nel vuoto per una carica puntiforme è dato da:
{\displaystyle V_{0}(r)={\frac {1}{4\pi \varepsilon _{0}}}{\frac {Q}{r}}+{\text{costante}}}
Il potenziale elettrico è quindi definito a meno di una costante arbitraria, essendo il gradiente di una costante nullo. Questo non rappresenta un problema pratico, poiché normalmente interessa conoscere la differenza di potenziale {\displaystyle -\Delta V_{0}}, più che il valore del potenziale elettrico in un punto. Convenzionalmente, la costante viene determinata considerando nullo il potenziale che una carica puntiforme produce all'infinito.
In coordinate cartesiane, si ha:
{\displaystyle \mathbf {E} _{0}\,=\,\left(-{\frac {\partial V_{0}}{\partial x}},-{\frac {\partial V_{0}}{\partial y}},-{\frac {\partial V_{0}}{\partial z}}\right)}
Dalla definizione di potenziale elettrico in termini di lavoro, si ha che:
{\displaystyle -\Delta V_{0}={\frac {W}{q}}}
e quindi, le dimensioni del potenziale corrispondono a:
{\displaystyle {\text{ Potenziale elettrico}}={\frac {\text{lavoro}}{\text{carica elettrica}}}}

### Distribuzione di cariche puntiformi
Una volta introdotta la definizione di potenziale per una carica puntiforme, per il principio di sovrapposizione lineare è possibile generalizzare la definizione del potenziale nel vuoto generato da una distribuzione di cariche puntiformi {\displaystyle q_{1},q_{2},\dots ,q_{n}}, disposte nello spazio nelle posizioni {\displaystyle r_{1},r_{2},\dots ,r_{n}}:
{\displaystyle \mathbf {E} _{0i}=-\nabla V_{0i}}
ovvero:
{\displaystyle \mathbf {E} _{0}(P)=\sum _{i=1}^{n}{\frac {q_{i}}{4\pi \varepsilon _{0}}}{\frac {(\mathbf {r} _{i}-\mathbf {r} )}{\left|\mathbf {r} _{i}-\mathbf {r} \right|^{3}}}}

### Distribuzione continua di cariche
Poiché la carica elettrica è quantizzata, a rigore non esistono distribuzioni continue di carica elettrica. Tuttavia, in un corpo esteso le cariche elementari sono in numero talmente elevato che è conveniente utilizzare il formalismo infinitesimale ed introdurre la densità di carica volumetrica {\displaystyle \rho =dq/dv}, superficiale {\displaystyle \sigma =dq/dS} e lineare {\displaystyle \lambda =dq/dl}. In questo modo il potenziale elettrico in un punto dello spazio {\displaystyle (x,y,z)} generato da una sorgente estesa con carica totale
{\displaystyle Q=\int _{v}\rho (x',y',z'){dx}'{dy}'{dz}'\ }
è dato dall'integrale:
{\displaystyle V_{0}(P)={\frac {1}{4\pi \varepsilon _{0}}}\int _{v}{\frac {\rho (x',y',z')}{r-r'}}{dx}'{dy}'{dz}'\ }
in cui {\displaystyle r} è la distanza dall'origine del punto P e {\displaystyle r'} è la distanza dall'origine del volume infinitesimale {\displaystyle dv'={dx}'{dy}'{dz}'}.